# Ústí (district de Jihlava)
Pour les articles homonymes, voir Ústí.
Ústí (en allemand : Austie) est une commune du district de Jihlava, dans la région de Vysočina, en Tchéquie. Sa population s'élevait à 234 habitants en 2024.

## Géographie
Ústí se trouve à 9 km au sud-est de Humpolec, à 10 km au nord-ouest de Jihlava et à 98 km au sud-est de Prague.
La commune est limitée par Humpolec au nord, par Kalhov à l'est, par Šimanov et Zbilidy au sud, et par Dudín, Mysletín et Staré Bříště à l'ouest.

## Histoire
La première mention écrite de la localité date de 1272.

## Administration
La commune se compose de deux sections :
- Branišov
- Ústí